# 平和 (名古屋市)
平和（へいわ）は、愛知県名古屋市中区の地名。現行行政地名は平和一丁目および平和二丁目。住居表示実施。

## 地理
名古屋市中区南部に位置する。東は千代田四丁目・金山五丁目、西は伊勢山一丁目・同二丁目、南は金山二丁目・同三丁目、北は大井町に接する。

### 河川
- 新堀川 - 地内に大井橋・向田橋が架かる[2]。

## 歴史

### 町名の由来
地内に所在する名古屋市立平和小学校に由来する。戦災により被害を受けた地域の地名としてふさわしいと考えられたともいう。

### 沿革
- 1974年（昭和49年）5月11日 - 中区大井町・長岡町・葉場町・古沢町の各一部により同区平和一丁目が、長岡町・西川端町・大井町・御器所町・向田町の各一部により同区平和二丁目がそれぞれ成立[1]。
- 1977年（昭和52年）5月8日 - 一丁目に古沢町の一部が編入される[1]。
- 1979年（昭和54年）6月3日 - 一丁目の一部が金山五丁目に編入される[1]。

## 世帯数と人口
2019年（平成31年）2月1日現在の世帯数と人口は以下の通りである。
| 丁目       | 世帯数    | 人口    |
| ---------- | --------- | ------- |
| 平和一丁目 | 755世帯   | 1,135人 |
| 平和二丁目 | 921世帯   | 1,456人 |
| 計         | 1,676世帯 | 2,591人 |

### 人口の変遷
国勢調査による人口の推移
| 1995年（平成7年）  | 2,092人 | [ WEB 6 ]  |  |
| 2000年（平成12年） | 2,409人 | [ WEB 7 ]  |  |
| 2005年（平成17年） | 2,324人 | [ WEB 8 ]  |  |
| 2010年（平成22年） | 2,447人 | [ WEB 9 ]  |  |
| 2015年（平成27年） | 2,640人 | [ WEB 10 ] |  |

## 学区
市立小・中学校に通う場合、学校等は以下の通りとなる。また、公立高等学校に通う場合の学区は以下の通りとなる。
| 丁目       | 番・番地等 | 小学校               | 中学校                 | 高等学校 |
| ---------- | ---------- | -------------------- | ---------------------- | -------- |
| 平和一丁目 | 全域       | 名古屋市立平和小学校 | 名古屋市立伊勢山中学校 | 尾張学区 |
| 平和二丁目 | 全域       | 名古屋市立平和小学校 | 名古屋市立伊勢山中学校 | 尾張学区 |

## 施設

### 平和一丁目
- 葉場公園[2]
- 名古屋平和郵便局[2]
- 名古屋市立平和小学校[2]

- 名古屋市立平和小学校

### 平和二丁目
- 真宗大谷派蓮正寺[2]

## その他

### 日本郵便
- 郵便番号 : 460-0021[WEB 3]（集配局：名古屋中郵便局[WEB 13]）。

### WEB
1. ↑  “愛知県名古屋市中区の町丁・字一覧”.   人口統計ラボ. 2017年4月7日閲覧。
2. 1 2  “町・丁目(大字)別、年齢(10歳階級)別公簿人口(全市・区別)”.   名古屋市 (2019年2月20日). 2019年2月20日閲覧。
3. 1 2  “郵便番号”.  日本郵便. 2019年2月10日閲覧。
4. ↑  “市外局番の一覧”.   総務省. 2019年1月6日閲覧。
5. 1 2  名古屋市役所市民経済局地域振興部住民課町名表示係 (2015年10月21日). “中区の町名一覧”.   名古屋市. 2017年4月7日閲覧。
6. ↑  総務省統計局 (2014年3月28日). “平成7年国勢調査の調査結果(e-Stat) - 男女別人口及び世帯数 －町丁・字等” (CSV). 2019年4月27日閲覧。
7. ↑  総務省統計局 (2014年5月30日). “平成12年国勢調査の調査結果(e-Stat) - 男女別人口及び世帯数 －町丁・字等” (CSV). 2019年4月27日閲覧。
8. ↑  総務省統計局 (2014年6月27日). “平成17年国勢調査の調査結果(e-Stat) - 男女別人口及び世帯数 －町丁・字等” (CSV). 2019年4月27日閲覧。
9. ↑  総務省統計局 (2012年1月20日). “平成22年国勢調査の調査結果(e-Stat) - 男女別人口及び世帯数 －町丁・字等” (CSV). 2019年4月27日閲覧。
10. ↑  総務省統計局 (2017年1月27日). “平成27年国勢調査の調査結果(e-Stat) - 男女別人口及び世帯数 －町丁・字等” (CSV). 2019年4月27日閲覧。
11. ↑  “市立小・中学校の通学区域一覧”.   名古屋市 (2018年11月10日). 2019年1月14日閲覧。
12. ↑  “平成29年度以降の愛知県公立高等学校（全日制課程）入学者選抜における通学区域並びに群及びグループ分け案について”.   愛知県教育委員会 (2015年2月16日). 2019年1月14日閲覧。
13. ↑  郵便番号簿 平成29年度版 - 日本郵便. 2019年02月26日閲覧 (PDF)

### 書籍
1. 1 2 3 4  名古屋市計画局 1992, p. 791.
2. 1 2 3 4 5 6 7  「角川日本地名大辞典」編纂委員会 1989, p. 1481.

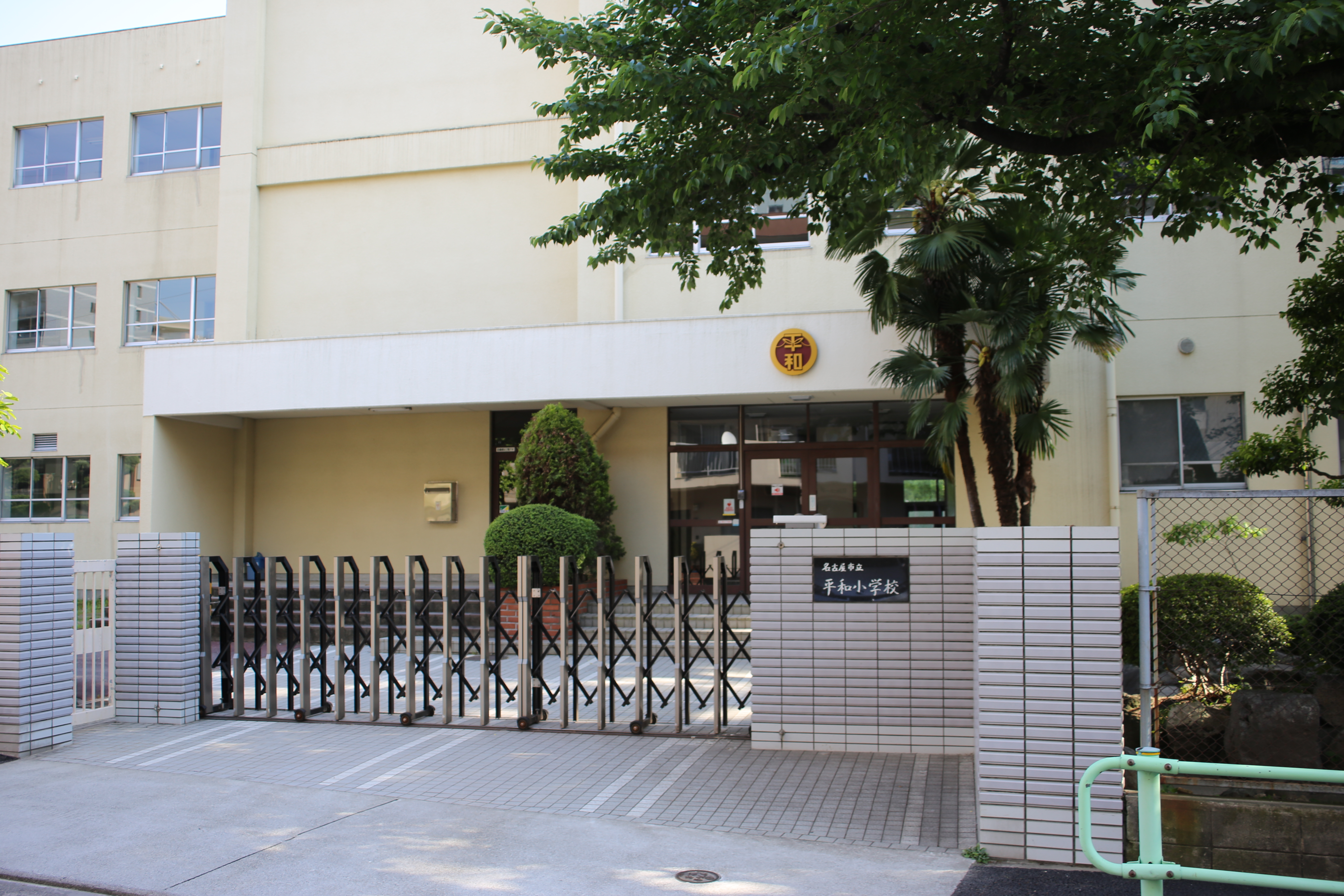
名古屋市立平和小学校

3. 1 2  名古屋市計画局 1992, p. 326.